# زنوسیپرینا
زنوسیپرینا (Xenocyprinae)،  یک زیرخانواده مناقشه‌برانگیز از خانواده کپورماهیان، خانواده کپور و مینو میباشد در اصل خاستگاه آن آسیای شرقی است.

## جنس
ویرایش پنجم ماهی‌های جهان جنس‌های زیر را به این زیرخانواده اختصاص می‌دهد: 
- Aristichthys Oshima ، 1919
- Hypophthalmichthys Bleeker ، 1860
- Xenocypris Günther، 1868

طبقه بندی کپورماهیان تا حدودی بحث برانگیز و مورد اختلاف است، به عنوان مثال جنس های زیر به زیر خانواده زنوسیپرینا در Fishbase یا مطالعه فیلوژنتیک ۲۰۱۸ اختصاص داده شده اند:  
- دیستوکودون پیترز ، 1881
- Hypophthalmichthys Bleeker، 1860
- متزیا جردن و تامپسون ، 1914
- پلاژیوگناتوپس برگ ، 1907
- Pseudobrama Bleeker، 1870
- Xenocypris Günther، 1868

## مراجع
1. 1 2  "Family: Cyprinidae Minnows or carps Subfamily: Xenocyprinae". Fishbase. 2017. Retrieved 10 December 2017.
2. ↑  Tan, Milton; Armbruster, Jonathan W. (2018-09-13). "Phylogenetic classification of extant genera of fishes of the order Cypriniformes (Teleostei: Ostariophysi)". Zootaxa (به انگلیسی). 4476 (1): 6–39. doi:10.11646/zootaxa.4476.1.4. ISSN 1175-5334. PMID 30313339.